# Чехословачка на Европском првенству у атлетици у дворани 1973.
Чехословачка је учествовала на 4. Европском првенству у атлетици у дворани 1973. одржаном у Ротердаму, (Холандија), 10. и 11. марта.  У четвртом учешћу на европским првенствима у дворани репрезентацију Чехословачке представљало је .19 спортиста (15 м и 4 ж ) који су се такмичили у 14 дисциплина (10 мушких и 4 женске).
Са осам освојенних медаља (2 златна, 3 сребрне и 3 бронзане) Чехословачка је у укупном пласману заузела 5. место од 16 земаља које су на овом првенству освајале медаље, односно 24 земље учеснице.
У табели успешности према броју и пласману такмичара који су учествовали у финалним такмичењима (првих 8 такмичара) Чехословачка је са 10 учесника у финалу заузела 4 место са 63 бода< од 22 земље које су имале представнике у финалу,  односно само Данска и Исланд од земаља уучесница нису имале финалисте. 
| Плас. | Земља        | 1. место | 2. место | 3. место | 4. место | 5. место | 6. место | 7. место | 8. место | Бр. финал. - Бод. |
| ----- | ------------ | -------- | -------- | -------- | -------- | -------- | -------- | -------- | -------- | ----------------- |
| 4.    | Чехословачка | 2 - 16   | 3 - 21   | 3 - 18   | 1 − 5    | -        | 1 - 3    | −        | -        | 10 − 63           |

## Учесници
| Бр. | Дисциплина   | Мушкарци                                 | Жене              | Укупно |
| --- | ------------ | ---------------------------------------- | ----------------- | ------ |
| 1.  | 60 м         | Јурај Демец Лудек Бохман                 | Јармина Нигринова | 3      |
| 2.  | 400 м        | Нирослав Тулис                           |                   | 1      |
| 3.  | 800 м        | Јозеф Плахи Јан Сисовски Јозех Саброрски |                   | 3      |
| 4.  | 1.500 м      | Иван Ковач                               |                   | 1      |
| 5.  | 3.000 м      | Јозеф Јански                             |                   | 1      |
| 6.  | 60 м препоне | Петер Чех Властимил Хоферек              |                   | 3      |

| Бр. | Дисциплина          | Мушкарци                                                | Жене                                 | Укупно   |
| --- | ------------------- | ------------------------------------------------------- | ------------------------------------ | -------- |
| 7.  | Скок увис           | Јиржи Палковски Владимир Мали                           | Милада Карбанова Мирослава Хибнерова | 6        |
| 8.  | Скок удаљ           | Јарослав Броз                                           | Јармила Нигринова*                   | 2        |
| 9.  | Бацање кугле        | Јарослав Брабец Јоромил Влк                             | Хелена Фибингерова                   | 3        |
| 10. | Штафета 4 х 4 круга | Иван Ковач+ Јозеф Самборски* Јозеф Плахи* Јан Сисовски* |                                      | (4)*     |
|     | Укупно (10)         | 15 (19)*                                                | 4 (5)*                               | 19 (24)* |

¹ Напомена:Пошто је кружна стаза у Ротердаму износила 180 метара, није се могло одржати такмичење штафета 4 х 400 метара јер су два круга уместо 400 метара износила 360, тако да је било немогуће измене извршити на местима које та трка по правилима ИААФ предвиђа, па је назив ове дисциплине био штафета 4 х 2 круга. Победницама се рачунају медаље, а постигнути резултати не, јер су постигнути у дисциплини која званично не постоји.
- Звездица уз име такмичара означава да је учествовао у више дисциплина
- Звездица уз број у загради означава да су у њега још једном урачунати такмичари који су учествовали у више дисциплина.

## Освајачи медаља  (8)
- Злато (2)

1. Јарослав Брабец — Бацање кугле

2. Хелена Фибингерова— Бацање кугле
- Сребро (3)

1. Иван Ковач, Јозеф Самборски, Јозеф Плахи,* Јан Сисовски* — штафета 4 х 4 круга, мушкарци

2. Јиржи Палковски —  скок увис

3. Јармила Нигринова — Скок удаљ
- Бронза (3)

1. Јозеф Плахи —  800 м

2. Јаромир Влк — Бацање кугле

3. Милада Карбанова — Скок уvis

## Резултати

### Мушкарци
| Атлетичар                                               | Дисциплина   | Лични рекорд | Квалификације | Квалификације | Полуфинале           | Полуфинале           | Финале               | Финале    | Детаљи |
| Атлетичар                                               | Дисциплина   | Лични рекорд | Резултат      | Место         | Резултат             | Место                | Резултат             | Место     | Детаљи |
| ------------------------------------------------------- | ------------ | ------------ | ------------- | ------------- | -------------------- | -------------------- | -------------------- | --------- | ------ |
| Јурај Демец                                             | 60 м         |              | 6,96          | 6. у гр. 5    | Није се квалификовао | Није се квалификовао | Није се квалификовао | =28. / 33 |        |
| Лудек Бохман                                            | 60 м         |              | 6,97 ЛР       | 6 у гр. 6     | Није се квалификовао | Није се квалификовао | Није се квалификовао | 30. / 33  |        |
| Мирослав Тулис                                          | 400 м        |              | 48,48         | 4 у гр. 3     | Није се квалификовао | Није се квалификовао | Није се квалификовао | 13. / 16  |        |
| Јозеф Плахи                                             | 800 м        |              | 1:49,59       | 1 у гр. 1     |                      |                      | 1:49,50              |           |        |
| Јан Сисовски                                            | 800 м        |              | 1:50,16       | 4 у гр. 2     | Није се квалификовао | 11. / 18             |                      |           |        |
| Јозеф Самборски                                         | 800 м        |              | 1:52,60       | 6 у гр. 3     | Није се квалификовао | ] 18. / 18           |                      |           |        |
| Иван Ковач                                              | 1.500 м      |              | 3:44,58 ЛРд   | 6 у р. 1      | Није се квалификовао | 9. / 26              |                      |           |        |
| Јозеф Јански                                            | 3.000 м      |              | 8:06,78       | 7 у р. 2      | Није се квалификовао | 16. / 21             |                      |           |        |
| Иван Ковач, Јозеф Самборски* Јозеф Плахи, Јан Сисовски* | 4 х 4 круга  |              |               |               |                      |                      | 6:21,60              |           |        |
| Петр Чех                                                | 60 м препоне |              | 8,02          | 4. у гр. 2    | Није се квалификовао | Није се квалификовао | Није се квалификовао | =15. / 20 |        |
| Властимил Хоферек                                       | 60 м препоне |              | 7,96 ЛР       | 2 у гр. 2     | 8,01                 | 6 у пф 1             | Није се квалификовао | 11. / 20  |        |
| Јиржи Палковски                                         | скок увис    |              |               |               |                      |                      | 2,20                 |           |        |
| Вадимир Мали                                            | скок увис    |              | 2,14          | 10. / 19      |                      |                      |                      |           |        |
| Јарослав Броз                                           | скок увис    |              | 7,69          | 4. / 8        | }                    |                      |                      |           |        |
| Јарослав Брабец                                         | бацање кугле |              | 20,29 НРд     |               |                      |                      |                      |           |        |
| Јаромир Влки                                            | бацање кугле |              | 19,68         |               |                      |                      |                      |           |        |

### Жене
| Атлетичарка         | Дисциплина   | Лични рекорд | Квалификације | Квалификације | Полуфинале            | Полуфинале            | Финале                | Финале   | Детаљи |
| Атлетичарка         | Дисциплина   | Лични рекорд | Резултат      | Место         | Резултат              | Место                 | Резултат              | Место    | Детаљи |
| ------------------- | ------------ | ------------ | ------------- | ------------- | --------------------- | --------------------- | --------------------- | -------- | ------ |
| Јармина Нигринова   | 60 м         |              | 7,83          | 5 у р. 4      | Није се квалификовала | Није се квалификовала | Није се квалификовала | 26. / 26 |        |
| Милада Карбанова    | скок увис    |              |               |               |                       |                       | 1,86                  |          |        |
| Мирослава Хибнерова | скок увис    |              | 1,84 ЛР       | 6. / 17       |                       |                       |                       |          |        |
| Јармина Нигринова   | скок удаљ    |              | 6,30          |               |                       |                       |                       |          |        |
| Хелена Фибингерова  | бацање кугле |              | 6,30          |               |                       |                       |                       |          |        |

## Биланс медаља Чехословачке после 4. Европског првенства у дворани 1970—1973.
|     | ЕП     |   |   |   |    | ! УП |
| 1.  | 1970.  | 0 | 0 | 0 | 0  | 0    |
| 2.  | 1971.  | 1 | 0 | 0 | 1  | 7    |
| 3.  | 1972.  | 1 | 0 | 3 | 4  | 6    |
| 4.  | 1973.  | 2 | 3 | 3 | 8  | 7    |
| 1-4 | Укупно | 4 | 3 | 6 | 13 | 8    |
| --- | ------ | - | - | - | -- | ---- |

|    | Атлетичар/ка      |   |   |   |   |
| 1. | Јозеф Плахи       | 1 | 1 | 1 | 3 |
| 2. | Милада Карбанова  | 1 | 0 | 1 | 2 |
| 3. | Јарослав Брабец   | 1 | 0 | 1 | 2 |
| 4. | Јармила Нигринова | 0 | 1 | 1 | 2 |
| -- | ----------------- | - | - | - | - |

## Чехосовачки освајачи медаља после 4. Европског првенства 1970—1973.
|     | Атлетичар/ка                                                 | м | ж | ЕП       | Дисциплина  |   |   |   |    |
| --- | ------------------------------------------------------------ | - | - | -------- | ----------- | - | - | - | -- |
| 1.  | Милада Карбанова (1)                                         |   | ж | 1971.    | вис         |   |   |   | 1  |
| 2.  | Јозеф Плахи (1)                                              | м |   | 1972.    | 800 м       |   |   |   |    |
| 3.  | Јарослав Броз                                                | м |   | 1972.    | даљ         |   |   |   |    |
| 4.  | Јарослав Брабец (1)                                          | м |   | 1972.    | кугла       |   |   |   |    |
| 5.  | Јармила Нигринова (1)                                        |   | ж | 1972.    | даљ         |   |   |   | 4  |
| 6.  | Јарослав Брабец (2)                                          | м |   | 1973.    | кубла       |   |   |   |    |
| 7.  | Хелена Фабингерова                                           |   | ж | 1973.    | кугла       |   |   |   |    |
| 8.  | Иван Ковач, Јозеф Самборски, Јозеф Плахи,* (2) Јан Сисовски* | м |   | 1973.    | 4 × 4 круга |   |   |   |    |
| 9.  | Јиржи Палковски                                              | м |   | 1973.    | скок увис   |   |   |   |    |
| 10. | Јармила Нигринова (2)                                        |   | ж | 1973.    | даљ         |   |   |   |    |
| 11. | Јозеф Плахи (3)                                              | м |   | 1973.    | 600 м       |   |   |   |    |
| 12. | Јаромил Влк                                                  | м |   | 1973.    | кугла       |   |   |   |    |
| 13. | Милада Карбанова (2)                                         |   | ж | 1973.    | скок увис   |   |   |   | 8  |
|     | Укупно                                                       | 8 | 5 | 1970—73. |             | 4 | 3 | 6 | 13 |